# Cuarto Doctor
El Cuarto Doctor es la cuarta encarnación del protagonista de la longeva serie británica de ciencia ficción de la BBC Doctor Who. Fue interpretado por Tom Baker durante siete años consecutivos de 1974 a 1981, y permanece como la encarnación más longeva en pantalla de la historia de la serie, contando tanto la serie clásica como la moderna.
En la narrativa de la serie, el Doctor es un alienígena de siglos de edad de la raza de los Señores del Tiempo del planeta Gallifrey que viaja en el tiempo y el espacio en su TARDIS, frecuentemente con acompañantes. Cuando el Doctor es herido mortalmente, puede regenerar su cuerpo, cambiando en el proceso su apariencia física y su personalidad.

## Visión de conjunto
El Cuarto Doctor apareció en 172 episodios (179 contando la regeneración en Planet of the Spiders y la inacabada Shada) en un periodo de siete años, de 1974 a 1981. Esto le hace el Doctor en pantalla más longevo de ambas series. También apareció en los especiales The Five Doctors de 1983 (mediante imágenes de archivo inéditas de Shada) e hizo su aparición final en el especial benéfico de 1993 Dimensions in Time (sin contar una campaña publicitaria en Nueva Zelanda en 1997).
Esta encarnación es generalmente considerada el más reconocible de los Doctores y uno de los más populares, especialmente en los Estados Unidos. En las encuestas lanzadas por Doctor Who Magazine, Tom Baker ha perdido la categoría de "Mejor Doctor" solo tres veces: una contra Sylvester McCoy (el Séptimo Doctor) en 1990, y dos contra David Tennant (el Décimo Doctor) en 2009. El estilo excéntrico de hablar y vestir del Doctor - particularmente su icónica larga bufanda y su adoración por las gominolas (Pastilla de goma) - le convirtieron en una figura instantáneamente reconocible, y rápidamente capturó la imaginación de los espectadores. El productor Philip Hinchcliffe solía decir que la apariencia del Cuarto Doctor, bohemia y antisistema, le gustaba a los estudiantes mayores universitarios. El tiempo del Cuarto Doctor vio un impulso significativo de las cifras de audiencia, a una media de entre 8 y 10 millones de espectadores solo en el primer año (del 20 al 25% de toda la audiencia de Gran Bretaña). Para 1979, las audiencias iban entre 9 y 11 millones, llegando a picos de 16,1 millones en el episodio final de City of Death (aunque esto fue durante la huelga de técnicos de la ITV de 1979, lo que significaba que la BBC era la única cadena emitiendo durante varias semanas).
También hay novelas y audiodramas con el Cuarto Doctor. Dos dramas de audio con Tom Baker dando voz al Cuarto Doctor datan de la época de Baker en televisión, ya que después suele rechazar aparecer en dramas de audio desde que abandonó la serie. En 2009, sin embargo, se anunció que aparecería en una nueva serie de audio de cinco partes producida por BBC Audio.

## Biografía
Tras envenenarse por la radiación de los cristales del planeta Metebelis 3, el Tercer Doctor logra regresar a las oficinas de UNIT, donde el Señor del Tiempo K'Anpo Rimpoche le ayuda a regenerarse (Planet of the Spiders).
En su nueva encarnación, el Doctor está ansioso por abandonar la Tierra para explorar, alejándose así de su involucración continua con UNIT (con quienes había trabajado estrechamente como el Tercer Doctor). También se había cansado de trabajar para los Señores del Tiempo. A pesar de sus intentos de evitarles, los Señores del Tiempo continúan mandándole a misiones ocasionales, incluyendo un intento de prevenir la creación de los Daleks (Genesis of the Daleks), durante la cual se encuentra con un nuevo adversario, Davros. El Doctor viaja con la periodista Sarah Jane Smith, con quien había entablado amistad antes de su regeneración, y, por un tiempo, con el teniente cirujano Harry Sullivan.
Después de una batalla con los Zygons en Escocia, Harry (tras pasar una temporada entera con el Doctor mientras intentaban volver a la TARDIS) decidió que tomar el tren era más seguro que la TARDIS, mientras que el Doctor y Sarah intentaron llegar en ella a Londres. En su lugar, acabaron en el planeta Zeta Minor (Planet of Evil), localizado en la otra punta del universo conocido. Desde este momento, el Doctor y Sarah viajaron solos.
La compañía del Doctor y Sarah Jane terminó cuando recibió una llamada telepática a Gallifrey, ya que no se permitía la presencia humana en el planeta. La llamada resultó ser una trampa de su enemigo, el Amo. El Señor del Tiempo renegado había usado todas sus regeneraciones y se había convertido en poco más que un esqueleto marchito. El Doctor es acusado del asesinato del Presidente del Alto Consejo de los Señores del Tiempo y fue puesto a juicio. Para evitar la ejecución (por vaporización), el Doctor invoca una oscura ley y se declara a sí mismo candidato para el cargo, dándose el tiempo que necesita para probar su inocencia y descubrir al verdadero culpable. Esto resulta en una batalla final con el Amo (The Deadly Assassin).
El Doctor viaja solo por primera vez desde la primera temporada, regresando a un planeta que había visitado siglos atrás. Durante su anterior visita, había grabado accidentalmente su propia mente en el potente ordenador de la nave de una colonia humana, Xoanon, dejándole con un trastorno de personalidad múltiple. En su segunda visita, el Doctor es recordado por los descendientes de los colonos como un dios maligno, algunos de los cuales se han convertido en una tribu guerrera llamada los Sevateem. Después de que el Doctor cure al ordenador, una de los Sevateem, Leela, se une a él en sus viajes (The Face of Evil). El Doctor lleva a la inteligente pero no educada Leela a muchos sitios de la historia humana, enseñándole sobre ciencia y el pasado de su propia especie. En el Londres Victoriano, la pareja se encuentra con el mago Li Hsien Chang y su maestro, el supuesto Weng-Chiang (The Talons of Weng-Chiang). Wen-Chiang se revela que es un criminal saltador en el tiempo de un futuro lejano de la Tierra.
Más tarde, el Doctor y Leela visitan el centro médico de la Fundación Bi-Al, donde adquieren el perro robótico K-9 (The Invisible Enemy). Mientras K-9 está en mal funcionamiento, una distorsión en el tiempo lleva la TARDIS a la Inglaterra rural contemporánea. Mientras investigan la distorsión, Leela y él se enfrentan a una entidad antigua que se alimenta de la muerte de la historia de los Señores del Tiempo, llamada el Fendahl (Image of the Fendahl). Finalmente, el Doctor regresa a Gallifrey y se declara a sí mismo Lord Presidente, basándose en la votación realizada durante su anterior visita. Esto es en realidad una táctica para descubrir y derrotar un plan de invasión Sontaran. Tras la batalla, Leela y K-9 deciden quedarse en Gallifrey. El Doctor se consuela fabricando a K-9 Modelo II (The Invasion of Time).
Poco después, el poderoso Guardián Blanco le asigna al Doctor la tarea de encontrar los seis fragmentos de la Llave del Tiempo, enviándole a una joven Señora del Tiempo llamada Romana para ayudarle. Los dos gallifreyanos viajan a una variedad de planetas, encontrando extraños y poco comunes alienígenas y enemigos, reuniendo los seis fragmentos y derrotando al igualmente poderoso Guardián Negro, que quería la llave para él. Tras la conclusión de la búsqueda, Romana se regenera en una nueva forma (Destiny of the Daleks).
En un esfuerzo de evitar al Guardián Negro, el Doctor instala un dispositivo aleatorio ("Randomizer") en la TARDIS para que ni el Guardián Negro pueda adivinar hacia dónde van. Irónicamente, el primer lugar al que el Randomizer les lleva es el planeta natal de los Daleks, Skaro (Destiny of the Daleks). Quizás por eso, el Doctor comienza a no hacer caso frecuentemente a la máquina, primero viajando a París de vacaciones solo para verse envuelto en una estratagema alienígena para robar la Mona Lisa (City of Death). Finalmente descarta el dispositivo, diciendo que está harto de no saber hacia dónde va.
Poco después, el Cuarto Doctor y Romana son proyectados fuera del universo conocido dentro de un universo de coordenadas negativas llamado el Exo-Espacio. La TARDIS aterriza en un planeta llamado Alzerius (Full Circle), donde se les une un joven prodigio llamado Adric. En este Exo-Espacio, el Doctor destruye a los últimos de una raza de vampiros gigantes que una vez habían amenazado toda la vida en este universo. Finalmente, el Doctor y sus dos acompañantes se encuentran en un vórtice blanco sin coordenadas, una especie de membrana entre los dos universos. Pronto se forma un camino de salida, pero Romana y K-9 deciden quedarse atrás para ayudar a liberar a una raza de criaturas esclavizadas en el Exo-Espacio (Warriors' Gate).
El Doctor solo acaban de regresar cuando se les pide que ayuden a la gente de Traken de una criatura conocida como "Melkur". En Traken, Adric y el Doctor son presentados a la aristocrática Nyssa. Tanto Nyssa como su padre, Tremas, ayudan al Doctor a detener a Melkur, que se descubre es en realidad otra TARDIS controlada por el Amo. El Amo es derrotado por poco, pero logró poseer el cuerpo de Tremas, dándose a sí mismo una nueva encarnación.
El Doctor decide viajar por la Tierra para escanear una cabina de policía auténtica, como parte de un plan para reparar el Circuito Camaleónico, el mecanismo que controla los cambios de forma de la TARDIS. Sin embargo, el Doctor pronto se encuentra con una figura fantasmagórica que le mira desde la distincia. Finalmente se encara a la figura, que le avisa de futuros peligros.
Mientras el Doctor se prepara para viajar al planeta Logopolis para arreglar el Circuito Camaleónico, aparece Tegan Jovanka en la sala de control (tras haberse perdido anteriormente en los pasillos de la TARDIS). El conducto entre el Exo-Espacio y nuestro universo se revela que fue creado por el CVE, un dispositivo creado por los matemáticos de Logopolis como parte de un sistema para permitir al universo seguir adelante más allá de su muerte. Nyssa aparece, explicando que fue traída a Logopolis por la misma figura que se encontró el Doctor. Logopolis pronto cae bajo el control del Amo, pero el campo de estásis que está generando acaba liberando a Entropía, una materia que está erosionando todo el universo y amenazando con destruirlo por completo.
El Amo acepta ayudar al Doctor a detener el esparcimiento de Entropía adaptando el radiotelescopio Pharos Project a la Tierra para que puedan reactivar el CVE. Sin embargo, cuando el Amo intenta hacerse con su control, el Doctor corre por el exterior de la estructura para cortar el cable que conecta al Amo con el CVE. El Amo hace la estructura girar para que el Doctor caiga hacia la muerte. Antes de caer, logra cortar el cable, solo para dejar a sus compañeros mirar mientras él cuelga del mismo. Mientras comienza a resbalarse, ve visiones de todos los enemigos a los que se ha enfrentado con los años, y después cae. Adric, Nyssa y Tegan se reimem alrededor del Doctor herido mortalmente y le llaman por su nombre. El Doctor comienza a ver visiones de todos sus compañeros, incluido el Brigadier, pronunciando su nombre.
Después mira a sus tres compañeros y murmura sus últimas palabras: "Es el fin - pero el momento había sido preparado..." Después señala a la figura blanca del Observador, que comienza a aproximarse al Doctor. El Observador, una manifestación de la encarnación del Doctor, se funde con él y activa su regeneración. "¿Así que él era el Doctor todo este tiempo?" remarca Nyssa, mientras los tres ven cómo se transforma en el Quinto Doctor.
El Cuarto Doctor aparece una vez más en el especial del 20 aniversario, The Five Doctors. Un Señor del Tiempo renegado intenta sacar las cinco encarnaciones del Doctor fuera del tiempo, sin querer atrapando al Cuarto Doctor (y a Romana) en un "remolino temporal" del que después serán liberados. Extractos holográficos del Cuarto Doctor aparecen en The Next Doctor y The Eleventh Hour.

## Personalidad
Hasta el extremo, el Cuarto Doctor es uno de los más impredecibles en términos de profundidad emocional, mucho más distante y alienígena que sus encarnaciones anteriores.
Aparte de sus momentos obvios de chispa fantasiosa y humor excéntrico, impregnados por su sonrisa maníaca, el Cuarto Doctor es más distante y sombrío que sus encarnaciones anteriores. Podía hacer intensamente murmurante, serio, e incluso antipático. También muestra un lado oscuro de su personalidad, y en The Invasion of Time mostrándose sarcásticamente cruel y jugando con los Señores del Tiempo tras su debut de emergencia como Presidente. También muestra un código moral muy fuerte, como cuando se encuentra en el dilema de destruir a los Daleks en Genesis of the Daleks, diciendo que si lo hiciera no sería mejor que los propios Daleks. Se muestra verdaderamente espantado por las acciones del Capitán de los Piratas en The Pirate Planet y rechaza escuchar los intentos del Profesor Tryst de justificar el tráfico de drogas para sufragar su trabajo científico (Nightmare of Eden), diciéndole simplemente que se marche.
Al mismo tiempo es capaz de momentos de auténtica calidez. En The Ark in Space, alaba la característica indomable de la raza humana, e historias posteriores establecen que la Tierra es su planeta favorito (The Ribos de Operation). Es el primer Doctor que se refiere a sus acompañantes como sus mejores amigos.
Para sus acompañantes, especialmente Sarah Jane Smith, era protector y algo como una figura paterna. En historias como Pyramids of Mars, se preocupa porque se está aproximando a la mediana edad, con un hastío casi melancólico, algo que se convierte en el foco principal de su personalidad en su última temporada. Suele contemplar su estatus externo para la humanidad y su herencia gallifreyana, mientras comienza a inclinarse más a una existencia solitaria (The Deadly Assassin). En contraste con esta "existencia externa", enfatiza que encuentra a la raza humana su "especie favorita", como si estuviera estudiándola científicamente. También podía mostrarse furioso con aquellos que veía estúpidos, frívolos, mal aconsejados, o simplemente malvados. Cuando toma el mando, puede ser considerado autoritativo hasta el punto de ser controlador y egocéntrico. Generalmente mantiene la distancia con los Señores del Tiempo, remarcando en The Pyramids of Mars que, aunque viene de Gallifrey, no se considera a símismo un Señor del Tiempo. Muestra un claro resentimiento de que a pesar de que le levantaron el exilio, continúan llamando al Doctor solo cuando lo ven necesario (Genesis of the Daleks).
Aunque como todas sus otras encarnaciones prefiere la inteligencia a la fuerza bruta, es un buen espadachín (The Androids of Tara) y luchador cuando es necesario, y sigue siendo un experto en artes marciales como su inmediato predecesor. Improvisa armas no letales cuando es necesario (Genesis of the Daleks), pero no tenía aversión a armas más mortíferas si era necesario contra enemigos sensibles o no sensibles, como la Pistola DeMat destructora de materia (The Invasion of Time) o armas de fuego contemporáneas (Image of the Fendahl y The Talons of Weng-Chiang).
Una de las relaciones más significas del Doctor ocurre durante esta cuarta encarnación y se explorará en profundidad durante su décima encarnación. Su amistad con Sarah Jane Smith se implica que es más profunda que las relaciones que ha tenido con otras acompañantes hasta entonces (como se dice en el episodio del Décimo Doctor School Reunion). Ella aún estaba afectada emocionalmente por esa separación tantos años después en su vida personal.

### Apariencia

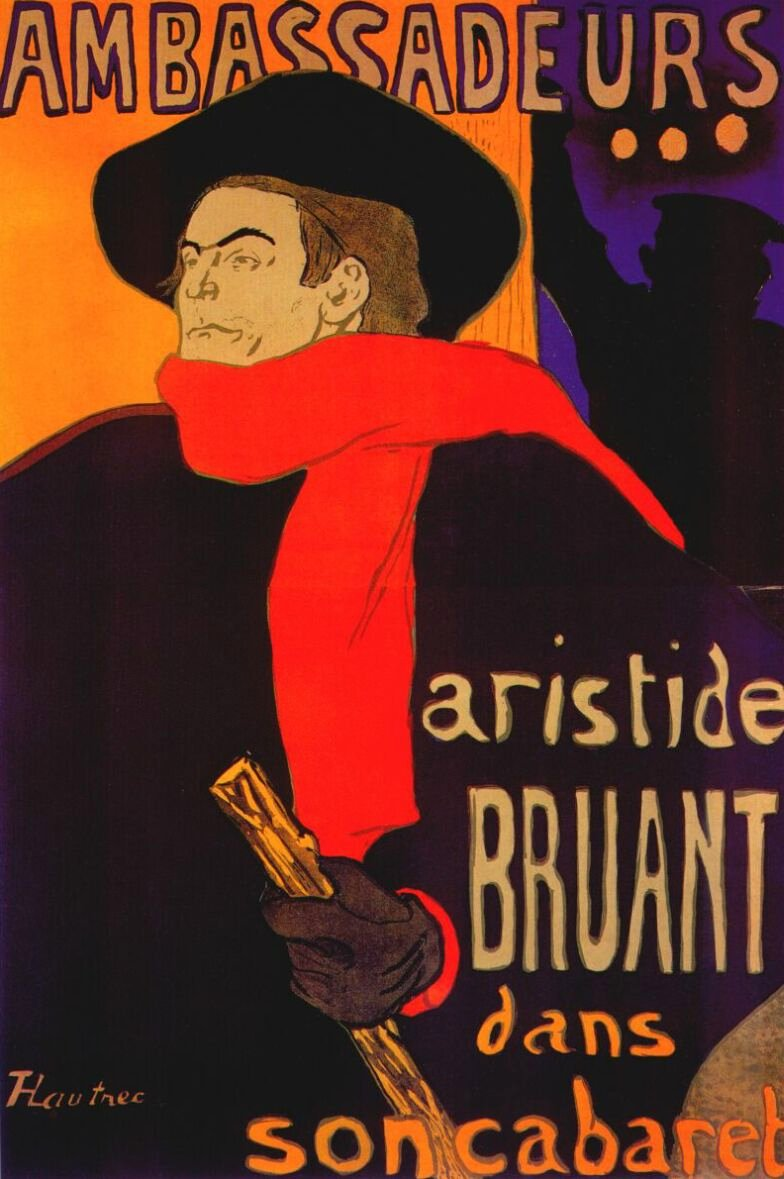
Pintura de Aristide Bruant de Lautrec, que inspiró la famosa apariencia del Doctor

Imponentemente alto, con ojos que parecían sobresalir constantemente, un bosque de rizos en el pelo, y dientes prominentes, el Doctor suele llevar un vestuario que normalmente consiste en una camisa, chaleco, pantalones, redingote (con bolsillos que contienen una aparentemente infinita cantidad de objetos en apariencia inútiles que sin embargo siempre acababan sirviendo a los propósitos del Doctor cuando eran utilizados), un sombrero de ala ancha y, lo más famoso, su tremendamente larga bufanda multicolor, que aparentemente había sido bordada para él por Madame Nostradamus (a quien se refiere como una "ingeniosa tejedorcita"). Cuando se estropea en The Ark in Space, el Doctor declara con pena que es "irreemplazable".
Según Baker, la bufanda del Doctor fue idea del diseñador de vestuario James Acheson. Acheson, que sabía poco de costura, consiguió enormes cantidades de lana de varios colores, y le dijo a Begonia Pope, una amiga suya, que creara un diseño colorido. Ella utilizó toda la lana que le dieron, dando como resultado el accesorio absurdamente largo, pero icónico.
El productor Philip Hinchcliffe hizo a los encargados de vestuario crear tres abrigos diferentes para que Baker los llevara dependiendo del tipo de historia, el primero el marrón rojizo que llevó en toda su primera temporada; los otros dos abrigos largos fueron uno marrón oscuro (para las historias oscuras de terror) y otro verde claro (para las historias más orientadas a la acción). El departamento de vestuario también hizo un sombrero fedora de ala ancha. El resto solía ser escogido de las propias ropas de él (como corbatas, pantalonas y un chaleco). Una bufanda más larga y de colores más vivos debutó en la cuarta temporada, y se introdujo un abrigo marrón claro después en la quinta temporada. Baker también apareció una vez con un vestuario inspirado en Sherlock Holmes, en The Talons of Weng-Chiang.

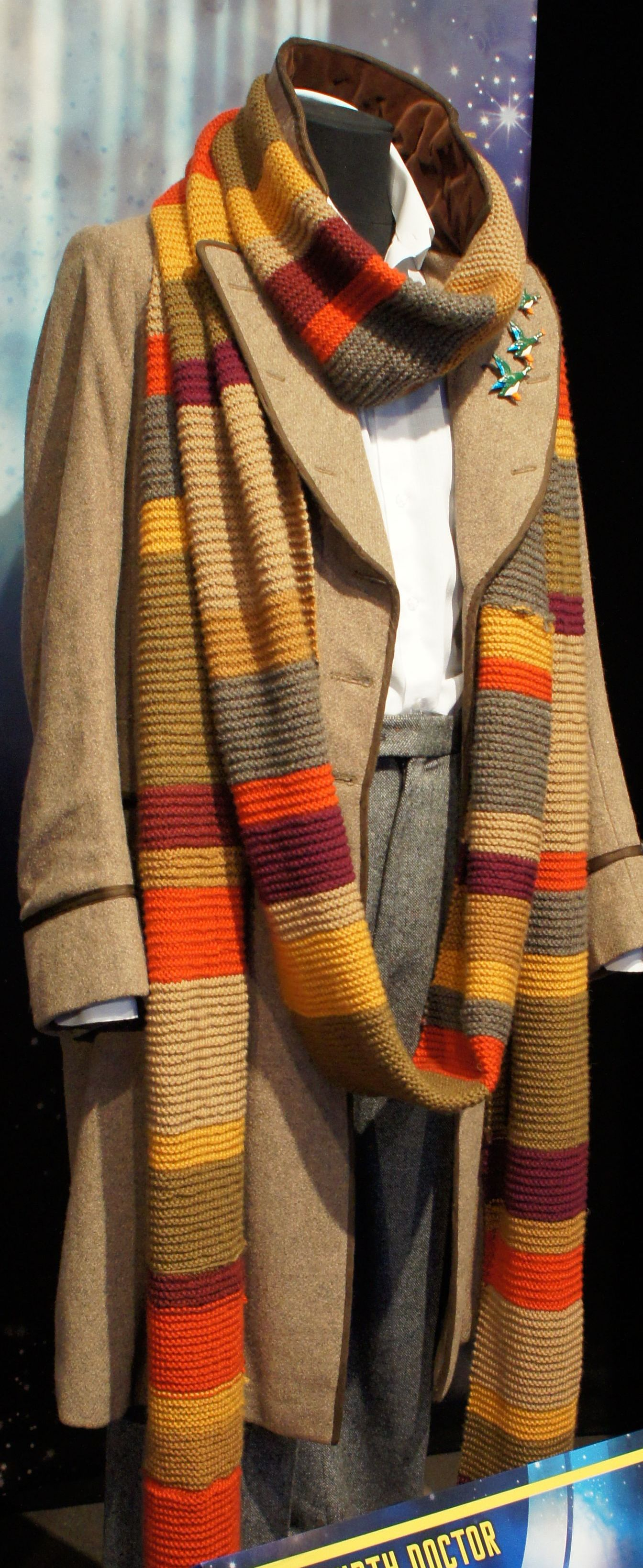
Vestimenta del Cuarto Doctor

Según los creadores del programa y Baker, la apariencia del personaje se basó originalmente en cuadros y pósteres de Henri de Toulouse-Lautrec de su amigo, Aristide Bruant, un cantante y sueño de un club nocturno caracterizado por un abrigo negro y una larga bufanda roja.
Características como bolsillos llenos de una infinita cantidad de trastos (un chiste común en su etapa); su pelo salvajemente rizado, el abrigo largo, y la mirada sonriente y con los ojos como platos del Cuarto Doctor ha hecho que muchos espectadores, incluyendo al historiador de DW David F. Chapman, hicieran comparaciones de él con la estrella del cine y la comedia Harpo Marx. Otros espectadores han notado similitudes entre la ropa del Doctor y el conjunto de abrigo, bufanda y sombrero llevado por Malcolm McDowell al principio de la película de 1968 If.... de Lindsay Anderson.
Cuando John-Nathan Turner se convirtió en el productor del programa en el último año de Baker, el Cuarto Doctor fue el primero en llevar una pieza de ropa adornada con signos de interrogación, en este caso, sobre el cuello de la camisa. Todo su vestuario fue rediseñado, cambiando el color del marrón al rojo. La diseñadora June Hudson reveló después en una entrevista que Turner incluso le había dado permiso para eliminar la bufanda si quería. Hudson decidió mantenerla, ya que era una pieza icónica del personaje.
El nuevo vestuario incluía un abrigo largo de borgoña y un sombrero fedora de ala ancha, una chaqueta (debajo del abrigo) y pantalones a juego, y un chaleco sobre una camisa blanca de vestir especialmente hecha. La nueva bufanda (en varios tonos de rojo y púrpura) era más larga que ninguna de las que Baker había llevado antes. Después de solo una historia, se descartó el chaleco, y el sombrero quedó relegado a colgar en un perchero en el fondo. Sus botas regresaron para su tercera historia.

## Estilo de historias
Las primeras historias del Cuarto Doctor se caracterizaban por una fuerte temática de "Terror Gótico". El dúo del guionista Robert Holmes y el productor Philip Hinchcliffe utilizaron conscientemente iconos del terror como momias (The Pyramids of Mars) y Frankenstein (The Brain of Morbius, Robot, Jekyll y Hyde (Planet of Evil) e incluso transformaciones (The Ark in Space) y varios temas como abducciones alienígenas. En esas historias, siempre se daba alguna explicación de ciencia ficción, en lugar de la típica mágica.
Mientras que la era de Hinchcliffe (1974-1977) es vista generalmente por los fanes y los críticos como la mejor época de la serie clásica, el aumento de elementos de horror y violencia explícita atrajeron muchas críticas, sobre todo de Mary Whitehouse, que previamente había atacado a Barry Letts por seriales como Terror of the Autons. Hinchcliffe se pasaría al drama policíaco Target en 1977 tras terminar su trienio. Graham Williams le sucedió como productor a partir de la cuarta temporada de Baker.
Williams recibió instrucciones específicas de que aligerara el tono de las historias, yendo así contra los deseos de Baker. Sin embargo, las tres primeras historias (hechas al estilo anterior) ya habían sido desarrolladas. Robert Holmes aceptó quedarse para editarlas, pero terminó marchándose tras hacer solo las dos primeras, Horror of Fang Rock y The Invisible Enemy. La tarea de editar Image of the Fendahl recayó en su sucesor Anthony Read. La temporada estuvo cerca de no terminarse. Con el reparto y el equipo sufriendo el desgaste y falta de recursos, el final de la temporada, The Invasion of Time se pudo completada gracias sobre todo a que se había escrito a propósito para hacer uso de escenarios, atrezzo y vestuarios ya existentes.
Para su segunda temporada, Williams y Read habían planeado hacer un arco argumental que se desarrollara a lo largo de toda la temporada. Con más control editorial, también se decidió que los escritores pusieran más énfasis en elementos de fantasía y humor. Holmes escribió la primera historia, The Ribos Operation, y el equipo de guionistas de Bob Baker y Dave Martin crearon lo que sería la última historia de la temporada, The Armageddon Factor. Douglas Adams escribió la segunda historia, The Pirate Planet, mientras que otro recién llegado, David Fisher, escribió la tercera y la cuarta historia. De nuevo, volvieron a surgir dificultades cuando la quinta historia fracasó. Robert Holmes consintió escribir lo que sería The Power of Kroll.
El tercer y último año de Williams en el programa fue todavía más difícil, ya que encontró cada vez más difícil enfrentarse a Tom Baker. Douglas Adams se convirtió en el editor de guiones y su estilo se puede ver en el diálogo y las historias. Por ejemplo, en Destiny of the Daleks, Adams incluyó una escena del Doctor atrapado en un peñasco similar a la escena de la segunda temporada de The Hitchhiker's Guide to the Galaxy. El breve periodo de Adams (1979-1980) es controvertido entre los fanáticos, algunos de los cuales creen que los elementos de humor se les habían ido de las manos, mientras otros citan las historias de Adams como unas de las mejores. Su tiempo como editor de guiones estuvo lleno de problemas; Adams solía verse obligado a editar masivamente, y a veces incluso a reescribir historias completas. Una vez más, tuvo que enfrentarse a la falta de recursos, y Adams decidió escribir su última historia, Shada. La producción se hizo difícil, y al final acabó inconclusa por una huelga en la BBC. Williams dejó el espectáculo, insatisfecho por marcharse en lo que consideraba un mal momento.
En la temporada 18, John Nathan-Turner se convirtió en el productor de la serie. Instituyó unos cuantos cambios al programa, incluyendo bajando el humor e introduciendo más conceptos de ciencia ficción. Durante su temporada, el Cuarto Doctor se volvió mucho más suave y, a veces, melancólico. Baker terminó la temporada con mala salud, aunque al final se recuperó. Tanto el actor como el personaje tenían un aspecto más viejo y cansado, por el aspecto demacrado y el pelo encanecido de Baker. Este había encontrado el papel cada vez más difícil de soportar y en la temporada anterior ya había gastado sus fuerzas. Muchas de las historias de esta temporada tuvieron asimismo un tono triste, con el tema recurrente de la entropía y la decadencia.
El nuevo editor de guiones Christopher Bidmead se encontró con un serio problema al comenzar en el programa. Encontró muchas de las historias que le dejó Adams inútiles, demasiado cercanas al tono humorístico de la temporada anterior. La única que acabó utilizando fue The Leisure Hive, aunque solo tras un fuerte trabajo de edición. Bidmeas pidió a un par de amigos guionistas que le dieran la que fue la segunda historia de la temporada, Meglos, que acabó siendo uno de los seriales más pobres en la historia de la serie hasta la fecha.
Bidmead solo comenzó a ganar renombre a partir de la quinta historia, Warriors' Gate. La historia es notable por el humor sombrío del Doctor y su aparente deseo de morir, así como la naturaleza sorprendentemente adulta de la historia. Los elementos surrealistas, incluso oníricos, como saltos en el tiempo y pasar a través del tiempo, también le dieron cierta distinción a la historia. Por insistencia de John Nathan-Turner, regresó el Amo. Bidmean hizo esto cambiando al villano de The Keeper of Traken por el Amo.
El tema de decadencia alcanza su conclusión en la historia final de Baker, Logopolis, escrita personalmente por Bidmead. La historia es particularmente sombría, incluso siniestra a ratos. Los temas de decadencia y muerte son constantes en la historia, personificados en el fantasmagórico Observador, efectivamente un heraldo de la muerte del Cuarto Doctor.
Las historias del Cuarto Doctor vieron menos enemigos recurrentes (o retornantes) que etapas anteriores. Los Daleks solo aparecieron dos veces y los Cybermen solo tuvieron una historia, Revenge of the Cybermen. UNIT, que había sido básica en las aventuras del Tercer Doctor, solo apareció en cuatro de las primeras historias del Cuarto Doctor, con un papel menor en su aparición final en la temporada 13, en The Seeds of Doom, donde no aparecía ninguno de los miembros del reparto regular de UNIT.
Al mismo tiempo, historias como The Deadly Assassin establecieron gran parte de la mitología alrededor de los Señores del Tiempo y el planeta natal del Doctor, Gallifrey, que permanecerían como elemento clave del resto de la serie clásica y aún podrían sentirse en la nueva serie. Por ejemplo, establecía que los Señores del Tiempo solo tenían un número limitado de regeneraciones, lo que es un elemento argumental básico en las historias Mawdryn Undead, The Five Doctors, The Trial of a Time Lord y la película de 1996.

## Otras menciones
Imágenes del Cuarto Doctor aparecen en Earthshock, Mawdryn Undead, Resurrection of the Daleks, The Next Doctor, The Eleventh Hour y The Lodger, y se escucha su voz en The Almost People. El Cuarto Doctor también aparece en un flashback de Sarah Jane en The Mad Woman in the Attic, en imágenes de archivo en The Hand of Fear. Flashbacks similares aparecen en la historia Death of the Doctor de The Sarah Jane Adventures.

## Recepción internacional
Para el público de los Estados Unidos, que solo vieron el programa en sindicación (mayormente en la PBS, Tom Baker es la encarnación del Doctor más conocido, ya que sus episodios fueron los emitidos más frecuentemente a nivel nacional. Esas historias distribuidas por Time Life tenían una narración de Howad da Silva al principio y al final de cada episodio.

## Otras apariciones
La distinguida apariencia y forma de ser del Cuarto Doctor le convirtieron en objetivo de parodias. El personaje ha aparecido varias veces en Los Simpsons y dos veces en Robot Chicken. También hizo un cameo en Futurama saliendo del estómago de una ballena espacial, y en otro episodio, donde se le ve brevemente corriendo hacia la TARDIS. En el videojuego Hugo II, Whodunit?, el jugador puede salvar al Cuarto Doctor de un Dalek a cambio de su destornillador sónic. Suele ser parodiado por el imitador Jon Culshaw en la serie de radio y televisión Dead Ringers. Culsa también dio voz al Cuarto Doctor en el audiodrama de Big Finish The Kingmaker. En un episodio de Barney Miller, un hombre excéntrico que llevaba una larga bufanda afirmaba que era un viajero en el tiempo. Imágenes de archivo de la primera secuencia de apertura del Cuarto Doctor fueron utilizada en el episodio de Family Guy Blue Harvest para parodiar el hiperespacio de Star Wars. En American Dad se mostraba a varios whovians, uno de ellos disfrazado como el Cuarto Doctor. Bill and Ted's Excellent Adventure presentaba una máquina del tiempo con forma de cabina telefónica, así como encuentros casuales de los protagonistas con personajes famosos de la historia. Como narrador en Little Britain, el propio Tom Baker ha hecho referencias a Doctor Who.

### Publicidad
En 1980, Tom Baker interpretó al Cuarto Doctor (junto a la Romana de Lalla Ward) en una serie de anuncios televisivos de Prime Computer. En 1997, Baker haría el papel una vez más en un anuncio para una compañía de seguros de Nueva Zelanda.